# هيو كيرنز
هيو كيرنز (بالإنجليزية: Hugh Cairns)‏ هو جراح أعصاب أسترالي، ولد في 26 يونيو 1896 في ميناء بورت بيري في أستراليا، وتوفي في 18 يوليو 1952 في أكسفورد في المملكة المتحدة.